# 岩手県道119号仙北町停車場線
岩手県道119号仙北町停車場線（いわてけんどう119ごう せんぼくちょうていしゃじょうせん）は、岩手県盛岡市を通る一般県道である。

## 概要

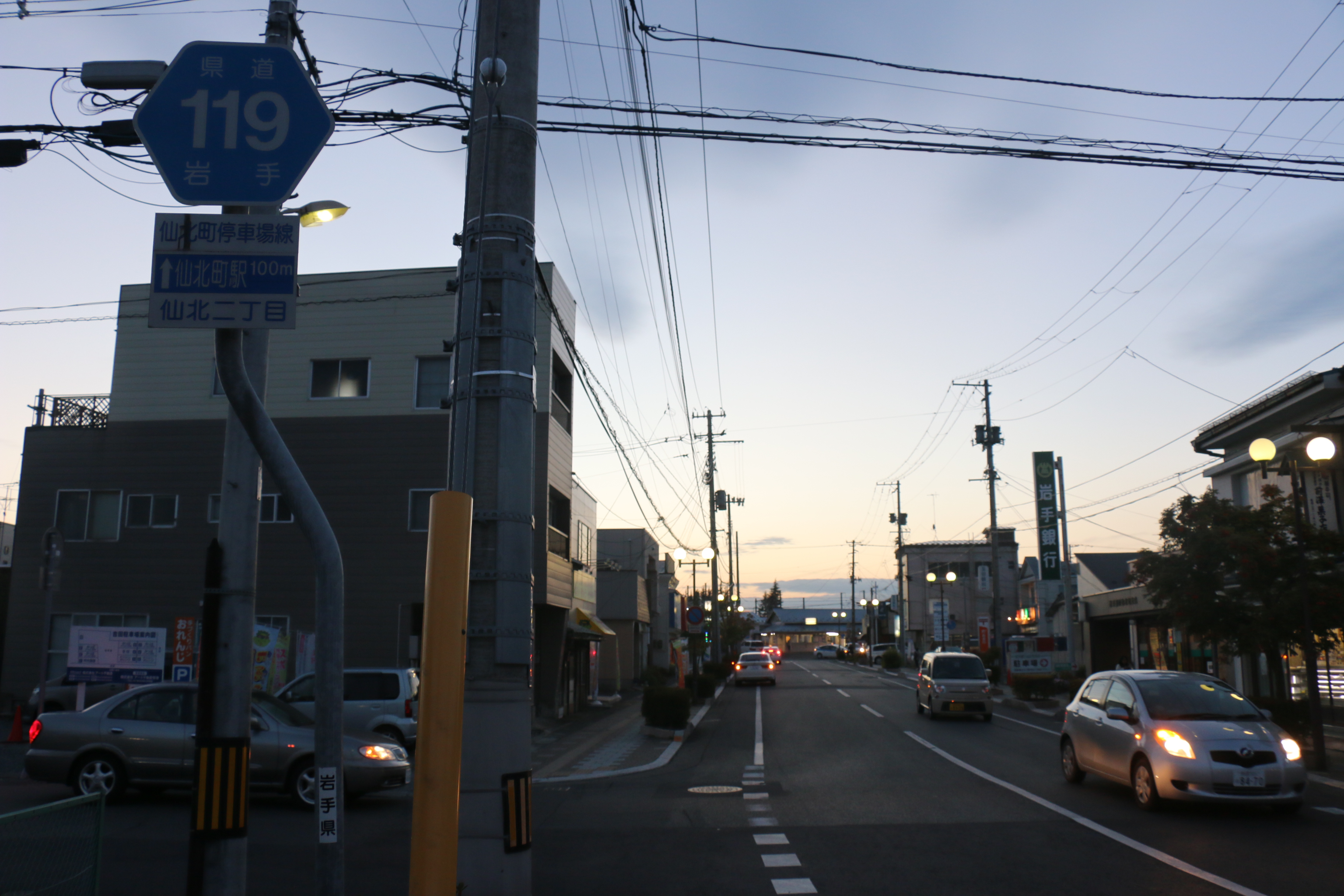
終点付近

仙北町駅から盛岡市仙北二丁目に至る。仙北町通りと仙北町駅前を結ぶ。
仙北町通りは渋滞緩和のため片側2車線への拡幅工事が進められ、それに合わせて当線も歩道が拡幅された。その歩道カラーブロックには様々な種類の魚の絵がはめ込まれている。

### 路線データ
- 実延長：126.0 m
- 起点：仙北町停車場（JR東北本線 仙北町駅東口）
- 終点：盛岡市仙北二丁目（県道16号交点）

## 歴史
- 大正時代 - 仙北町停車場仙北線として県道に認定される。[要出典]
- 1959年（昭和34年）3月31日 - 現行道路法に基づき、仙北町停車場線として改めて県道に認定される[1]。

## 地理

### 通過する自治体
- 盛岡市

### 交差する道路
- 岩手県道16号盛岡環状線（盛岡市仙北二丁目）